# Palacio Ludwigslust
El palacio de Ludwigslust (en alemán: Schloss Ludwigslust) es una residencia palaciega (Schloss) de la ciudad de Ludwigslust, Mecklemburgo-Pomerania Occidental, en el norte de Alemania.
Originalmente un pabellón de caza, el palacio fue restaurado en tiempos de Carlos Leopoldo de Mecklemburgo-Schwerin como un lujoso refugio de la capital ducal, Schwerin, y más tarde (entre 1765 y 1837) sirvió como la sede gubernamental del ducado de Mecklemburgo-Schwerin. El lugar fue conocido como el «placer» de Cristián Luis II (Christian Ludwig II), de ahí el nombre del palacio y de la propia ciudad (Ludwigslust; lit. ‘El placer/capricho de Ludwig’).

## Historia y arquitectura
En 1765, Federico II, duque de Mecklemburgo-Schwerin, convirtió Ludwigslust en capital del ducado en lugar de Schwerin. En los años siguientes, el pequeño municipio fue creciendo, y en 1768 se colocó detrás del antiguo pabellón de caza la primera piedra para una futura gran residencia, que convertiría al municipio en una Residenzstadt. Entre 1772 y 1776, el pabellón fue reedificado al estilo barroco tardío basado en planos de Johann Joachim Busch, quien proyectó un edificio en forma de E, con un corps de logis algo elevado sobre tres tramos, que parece penetrar en las alas del edificio de frente hacia atrás.
El edificio del palacio tiene tres pisos completos y un entrepiso, y una cornisa saliente conduce a la zona del techo; el techo verdadero se oculta detrás de un ático final decorado con figuras. El piso más bajo, bastante simple, sirve como base del edificio. Los dos pisos intermedios, con la sala ducal y los salones oficiales, están divididos por pilastras circundantes en un colosal orden jónico. La sección central, con los grandes salones, está enfatizada por pilastras corintias con bandas además de su altura, que se eleva sobre el alero. La fachada que da a la ciudad en forma de bloque, de unos 70 metros de ancho, se divide en diecisiete ejes. Los dos ejes exteriores sobresalen de la masa del edificio como proyecciones y su anchura también marca la posición de las alas laterales largas de siete ejes detrás de ellos. El ala central, coronada por un pesado ático, sobresale en tres ejes del corps de logis y se acentúa en el lado del patio por un pórtico de columnas toscanas. El escultor de piedra Martin Sartorius creó la decoración escultórica de las fachadas.